# Stalking

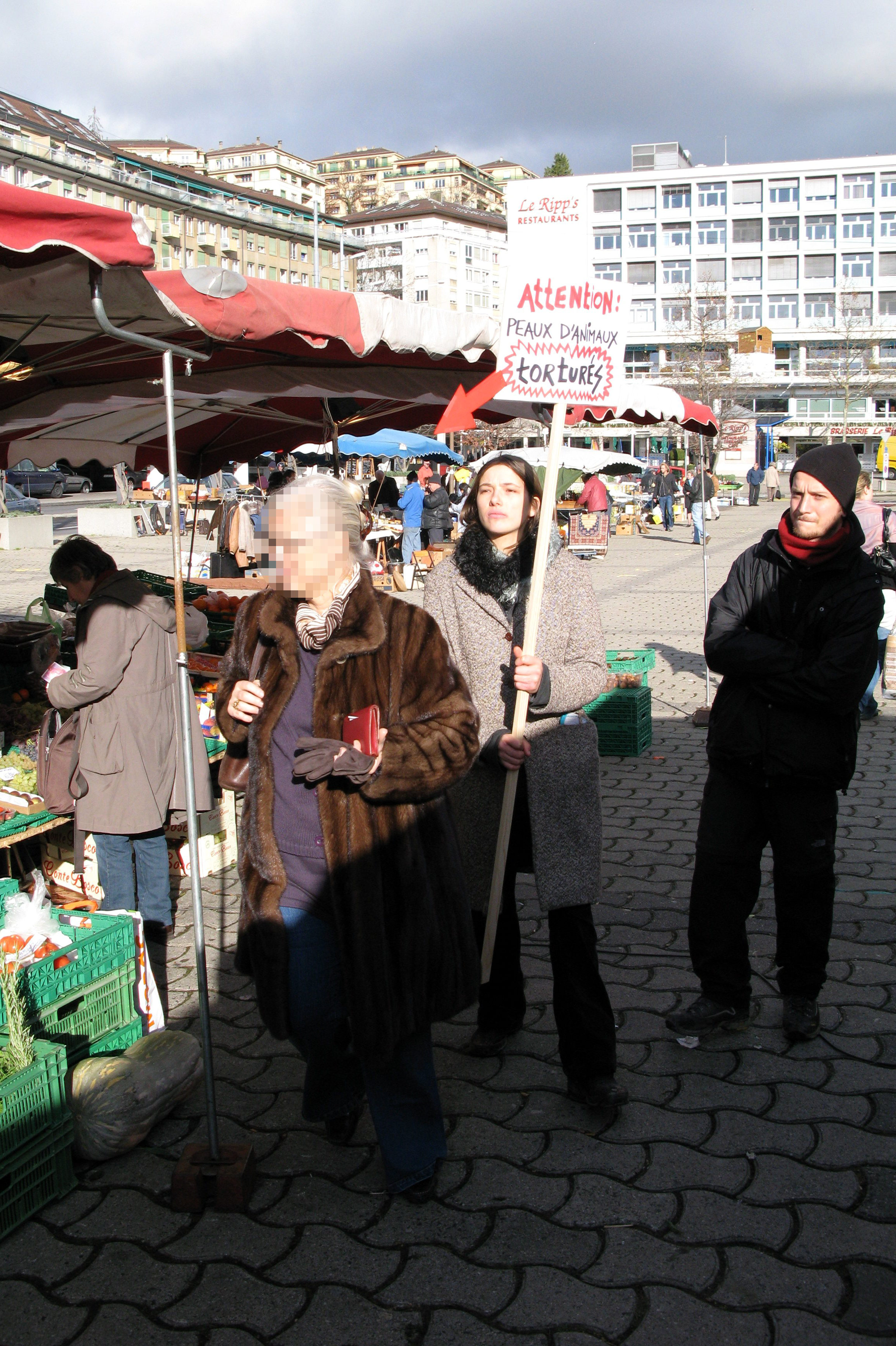
Chodzenie za kimś celem ośmieszenia lub piętnowania jest stalkingiem, o ile nie jest to jednorazowy akt. W tym wypadku przeciwniczka naturalnych futer napastuje starszą kobietę w norkach

Stalking – termin pochodzący z języka angielskiego, który oznacza „podchody” lub „skradanie się”. Pod koniec lat 80. XX wieku stalking zyskał dodatkowe negatywne znaczenie na skutek nowego zjawiska społecznego, jakim było obsesyjne podążanie fanów za gwiazdami filmowymi Hollywood. Obecnie stalking jest definiowany jako „złośliwe i powtarzające się nagabywanie, naprzykrzanie się czy prześladowanie zagrażające czyjemuś bezpieczeństwu”.
Stalking jest często powiązany z czynami karalnymi, tj. obrazą i zniewagą, zniszczeniem mienia, przemocą domową. Przykładowe zachowania definiowane jako stalking to śledzenie ofiary, osaczanie jej (np. poprzez ciągłe wizyty, telefony, smsy, pocztę elektroniczną, podarunki) i ciągłe, powtarzające się nagabywanie. Działania te są szczególnie niebezpieczne, gdy mogą przybrać formę przemocy fizycznej, zagrażającej życiu ofiary. Ofiarami stalkingu w dużej mierze są kobiety, a najczęściej stalkerami zostają mężczyźni, którzy się rozstali ze swoją partnerką.
Konwencja o zapobieganiu i zwalczaniu przemocy wobec kobiet i przemocy domowej w art. 34 określa stalking jako umyślne powtarzające się zastraszające działania wymierzone w daną osobę, powodujące, że obawia się ona o swoje bezpieczeństwo.
W polskim kodeksie karnym stalking (zdefiniowany jako uporczywe nękanie powodujące uzasadnione okolicznościami poczucie zagrożenia lub istotne naruszenie prywatności) od 6 czerwca 2011 r. stanowi przestępstwo, zagrożone karą pozbawienia wolności od 6 miesięcy do 8 lat (art. 190a § 1 k.k.) lub – w przypadku doprowadzenia ofiary do próby samobójczej – od 2 do 12 lat. Osoba dopuszczająca się stalkingu nazywana jest stalkerem.
Zjawisko nękania istniało już w starożytności. Prawo rzymskie znało wykroczenie zwane adtemptata pudicitia (łac. naruszenie skromności) polegające na natrętnym chodzeniu za osobą dobrych obyczajów lub/oraz zaczepianiu jej.